# Synthèse chimique
Une synthèse chimique est un enchaînement de réactions chimiques mis en œuvre volontairement ou non permettant l'obtention d'un ou de plusieurs produits finaux, parfois avec isolation de composés chimiques intermédiaires. Les synthèses chimiques peuvent avoir lieu à toutes sortes d'échelles : du laboratoire de recherche (de l'ordre du gramme ou moins) à l'industrie chimique (souvent de l'ordre de la tonne ou plus) ou dans la nature (biosynthèses).
Réaliser la synthèse d’un composé chimique, c’est obtenir ce dernier à partir d’autres composés grâce à des réactions chimiques. La planification de l'enchaînement des réactions afin de maximiser l'efficacité de la synthèse (nombre d'étapes, rendement, simplicité des réactions, considérations toxicologiques et environnementales) est la stratégie de synthèse.

Synthèse de Fischer de l'indole.

La chimie organique est principalement une chimie de synthèse, on parle alors de « synthèse organique ». Des aspects synthétiques importants se retrouvent également en chimie inorganique et en chimie des polymères.
Les réactifs sont les composés de départ nécessaires aux différentes étapes de la synthèse. Les produits de réaction sont les composés chimiques synthétisés.
- La synthèse totale est la préparation de molécules synthétiques à partir de molécules simples et habituellement sans recourir à des processus biologiques. C'est par exemple le cas du médicament mitoxantrone qui est une anthracènedione produite par synthèse totale.
- L'hémisynthèse est la préparation de molécules à partir de molécules naturelles possédant déjà une partie de la molécule visée.
- La rétrosynthèse est une approche permettant la planification de la synthèse d'une molécule complexe en décomposant itérativement cette dernière en éléments plus simples à partir desquels on peut ensuite reconstituer cette dernière par un processus inverse.

Une synthèse peut être sélective. Dans le cas d'une stéréosélectivité, on parle de « synthèse asymétrique ».

## Aménagement fonctionnel
Le terme d'« aménagement fonctionnel » décrit toute réaction permettant de modifier un ou plusieurs groupes fonctionnels dans une molécule, généralement sans indiquer les détails de la (ou des) réaction(s) concernées, lesquelles sont le plus souvent triviales ou mineures. Les détails sont généralement donnés ailleurs dans le document.
Lorsque l'on évoque une seule transformation chimique qui peut être décrite par un terme plus précis (protection, déprotection, saponification, etc.), l'emploi du terme générique d'« aménagement fonctionnel » est fortement déconseillé.

## Mode opératoire
Prélèvement
Prélèvement des substances (réactifs ; catalyseur, solvant éventuels, etc.) en fonction de leurs caractéristiques (état, réactivité…) et des quantités nécessaires, par exemple : pesée au moyen d'une balance, mesure d'un volume à l'aide d'une éprouvette graduée.
Synthèse proprement dite

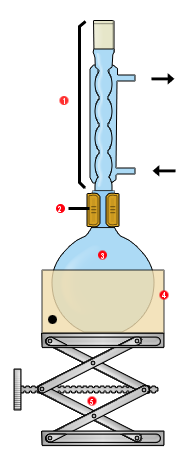
Schéma d'un montage à reflux.

La synthèse peut se faire sous plusieurs conditions, souvent à chaud (la chaleur fait office de catalyseur). Expérimentalement, la synthèse peut être réalisée dans un réacteur ou dans un montage à reflux ; ce dernier permet de chauffer le milieu, donc d'accélérer la réaction, et de réfrigérer les vapeurs, ce qui évite les pertes dues à l'évaporation.
Isolation du produit
L'isolement permet de séparer le produit recherché, à synthétiser, des autres produits comme les restes de réactifs, les autres produits, le catalyseur éventuel. Cet isolement se fait différemment selon le type de produit recherché. Dans le cas d'une extraction liquide-liquide, on réalise une extraction par solvant dans une ampoule à décanter. Dans le cas d'une extraction liquide-solide, on réalise une filtration sur Büchner (ou filtration sous vide).
Purification du produit
La purification consiste à éliminer les très faibles quantités (traces) d'impuretés contenues dans le produit brut. Pour cela, on peut utiliser la recristallisation, la distillation fractionnée…
Identification (ou analyse) du produit
L'analyse du produit permet de déterminer son degré de pureté et de l'identifier avec certitude. Des méthodes d'analyse importantes sont :
- la spectroscopie (UV, visible, IR, RMN) ;
- la chromatographie ;
- la mesure de grandeur caractéristique (utilisation du point de fusion avec le banc Kofler par exemple).